# Schutzgebiet Tangkoko Duasaudara

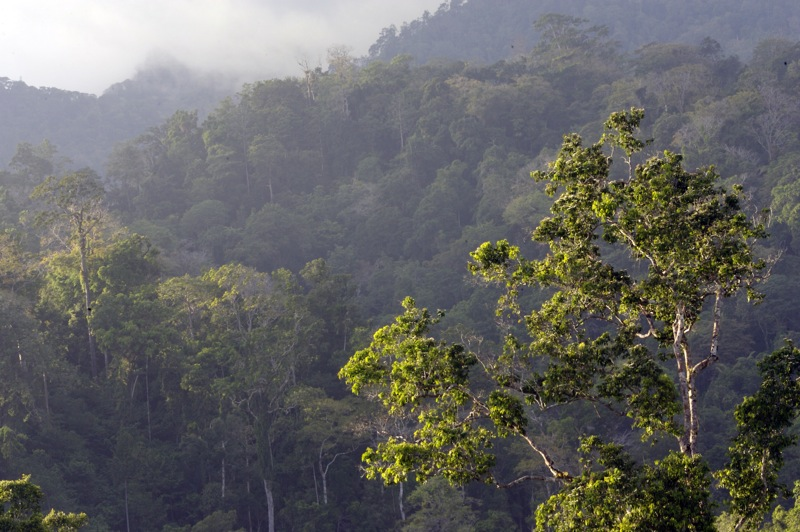
Schutzgebiet Tangkoko Duasaudara

Das Dschungelschutzgebiet Tangkoko Duasaudara (auch Dua Saudara) erstreckt sich um den 1351 m hohen Gunung Duasaudara (Gunung indones.  ‚Berg‘) und Teile des 1109 m hohen Gunung Tangkoko im äußersten Nordosten von Sulawesi. Der übliche Eingang zum 8890 ha großen Schutzgebiet befindet sich in Batu Putih, einem Küstendorf 60 km entfernt von Manado, etwa 29 km von Bitung. Das Schutzgebiet weist einen gut durchwachsenen Sekundärwald auf, der in erster Linie aus einer großen Zahl von Ficus-Arten besteht. Erst in der Gipfelregion findet man noch Primärwald.
Bereits 1919 wurde der Gunung Tangkoko von der niederländischen Kolonialregierung als Naturmonument, 1942 der Kernbereich als Schutzgebiet deklariert. 1978 fügte man das benachbarte, 4421 ha große Gebiet um den Duasaudara hinzu. Es handelt sich nicht um einen Nationalpark.

## Natur

### Vogelwelt

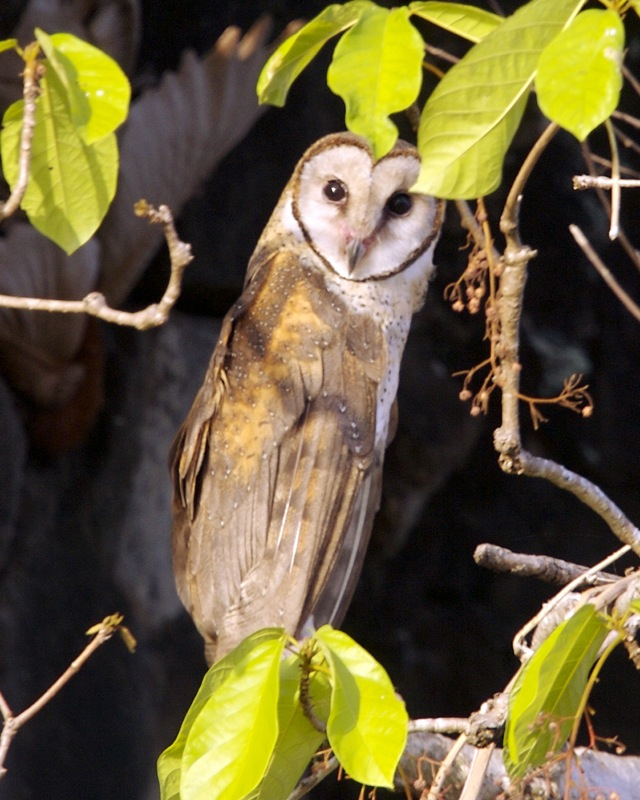
Sulawesieule im Tangkoko Schutzgebiet

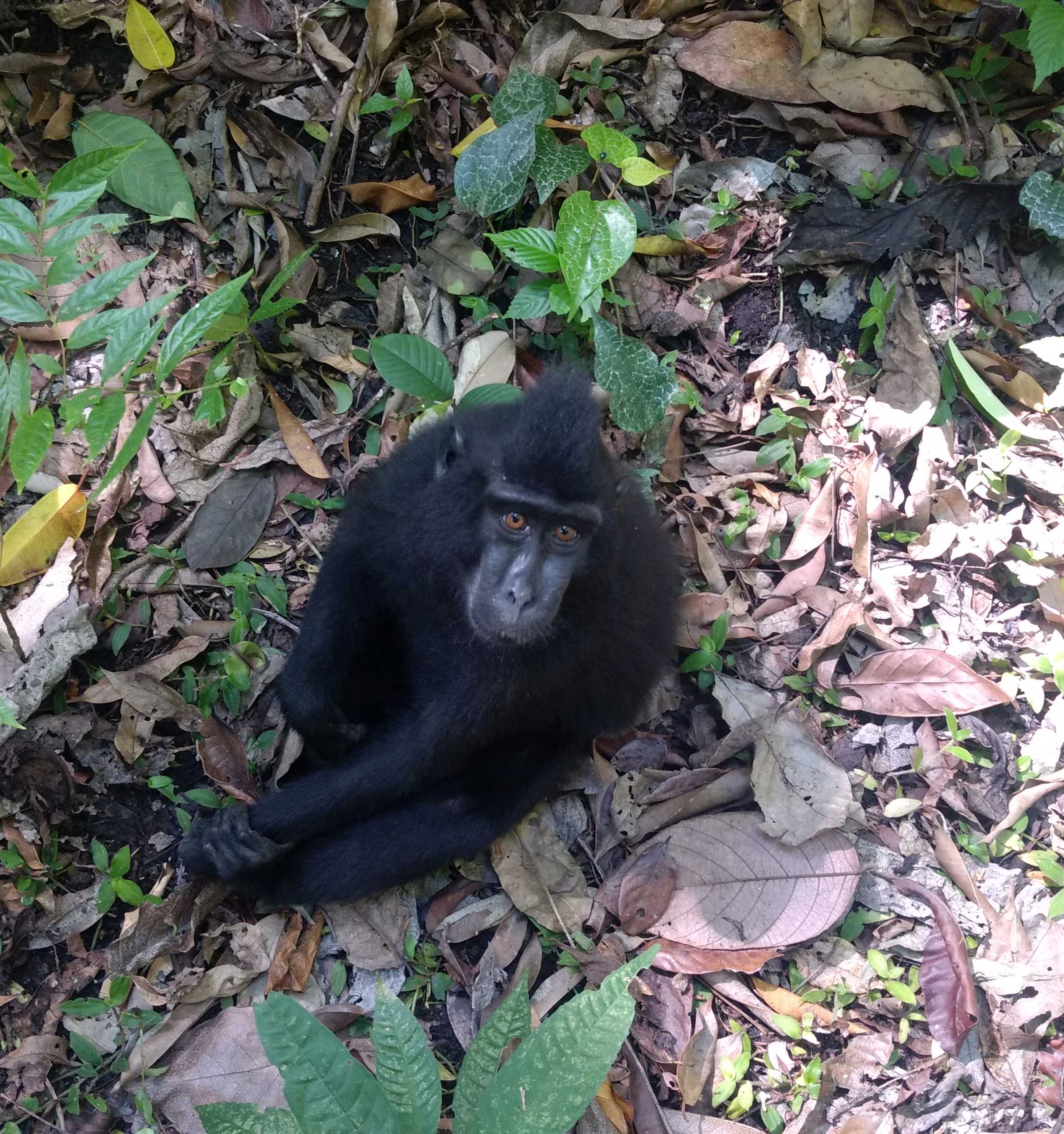
Schopfaffe im Tangkoko Schutzgebiet

Die Vogelwelt des Schutzgebiets ist mit mindestens 233 Arten ausgesprochen reichhaltig, von denen 103 auf Sulawesi endemisch sind. Zwei Hornvögel von weltweit 54 Arten sind von der Insel bekannt, der Helmhornvogel (Aceros cassidix) ist im Schutzgebiet heimisch. Dies insbesondere, da es sich um einen ausgesprochenen, vielfältigen Ficus-Wald handelt, deren Früchte zu ihrer bevorzugten Nahrung gehören; womit sie wiederum für deren Ausbreitung sorgen. Das Gebiet hat mit 51 Vögeln/km² die höchste Dichte von Hornvögeln in der Welt. Mit dem indonesischen Namen rangkong oder burung tahun (deutsch etwa "Jahresvogel") bringen die Einheimischen ihre Annahme zum Ausdruck, dass die roten Ringe am Schnabelansatz das Lebensalter angeben, ähnlich den Jahresringen bei Bäumen. 
Auch das vom Aussterben bedrohte Hammerhuhn (Macrocephalon maleo) kann hier angetroffen werden. Sein Hauptvorkommen konzentriert sich auf ein Gebiet etwa 8 km östlich von Batu Putih.
Endemisch ist auch die Teufelsnachtschwalbe (Eurostopodus diabolicus), ein dämmerungsaktiver Bodenbrüter. Ferner seien noch erwähnt die bis 45 cm große und 365 g schwere Bronzefruchttaube (Ducula aenea) mit auffälligen grünen Flügeldecken und weißer Unterseite und der blau-schwarzmetallische Glanzfleckdrongo (Dicrurus hottentottus) mit seinem gegabelten "Fischschwanz". Selten geworden ist der Weißbauch-Seeadler (Haliaeetus leucogaster), häufiger trifft man den Brahmanenmilan an der Küstenlinie und Seeufern an. 

### Säugetiere

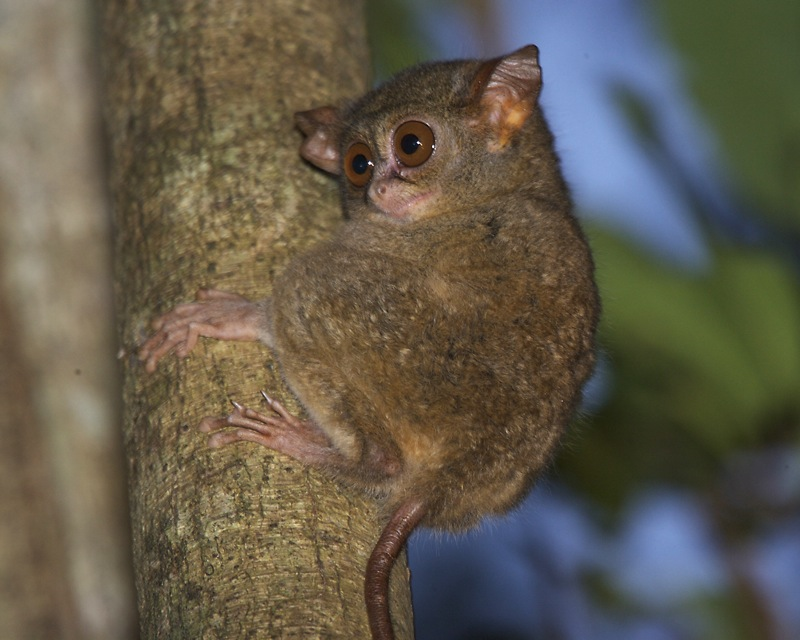
Koboldmaki im Tangkoko Schutzgebiet

Eine Rarität ersten Ranges sind zwei Kuskusarten, die nur östlich der Wallace-Linie vorkommen. Der Bärenkuskus (Ailurops ursinus) ist mit über einem Meter vom Kopf bis zum Schwanzende der größte und primitivste Vertreter und die häufigere Sichtung. Der Bodenkuskus (Strigocuscus celebensis) kam vermutlich erst vor etwa 11.000 Jahren während der letzten großen Eiszeit von Neuguinea an, vermutlich per natürlichem Floß. 
Heimisch ist auch der Schopfaffe  oder -makake (Macaca nigra). Diese Affen leben in matriarchalischen Großgruppen von 30 bis 100 Individuen. Gab es vor 20 Jahren mindestens 3000 im Bereich des Schutzgebiets, so sind es heute höchstens noch 700.
Drei Koboldmakiarten gibt es auf der Insel. Die Koboldmakiart Tarsius spectrumgurskyae ist winzig, hat gerade einmal Doppelfaustgröße und lebt auch im Schutzgebiet. Erwähnenswert ist noch der Schwarze Flughund (Pteropus alecto), der im gesamten östlichen Indonesien und nördlichen Australien lebt und durch ein dunkles Fell charakterisiert ist.

## Tourismus
Das Schutzgebiet wird von nationalen und verstärkt internationalen Touristen besucht. Es ist von der bekannten Taucherinsel Bunaken bzw. Manado nach einer zweistündigen Fahrt sowie von der Taucherinsel Lembeh nach einstündiger Anreise relativ leicht zugänglich.